# Cephalopentandra
Cephalopentandra là một chi thực vật có hoa trong họ Cucurbitaceae.

## Loài
Chi Cephalopentandra gồm các loài: